# Glencullen

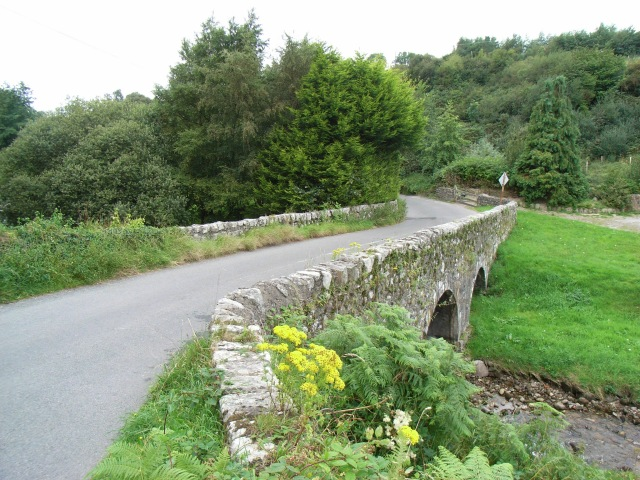
Most w Glencullen

Glencullen (irl. Gleann Cuilinn) – wieś na przedmieściach Dublina w hrabstwie Dún Laoghaire-Rathdown w Irlandii.
Jest to również wspólna nazwa dla:
- terenów na zachód od wsi, obejmujących zabudowania przy drodze R116: Brockey, Boranaraltry, Butter Well;
- pobliskiej rzeki (w dół od Enniskerry znanej jako Cookstown), będącej dopływem rzeki Dargle (irl. An Deargail);
- nazwa góry (okolica Brockey), należącej do górskiego pasma Wicklow.

## Geografia
Wieś położona jest przy drodze lokalnej R116 (zwanej The Wicklow Way), nieopodal rzeki o tej samej nazwie. Najbliżej położonym miastem jest Bray – ok. 8 km od Glencullen.

## Dziedzictwo i historia
Na południowo-wschodnim zboczu Two Rock Mountain, podczas prac archeologicznych został odnaleziony megalityczny grób galeriowy z epoki brązu. To stanowisko archeologiczne popularnie zwane jest „Grobem Gigantów” (ang. Giants Grave).
W Glencullen znajduje się też menhir, wydatowany na przełom neolitu i epoki brązu. Dokładne położenie stanowiska: 53°13′11″N 6°13′00″W/53,219722 -6,216667
W Glencullen znajduje się pub założony przez Theobalda Wolfe’a Tone’a w czasie powstania irlandzkiego 1798 (irl. Éirí Amach 1798), który używany był także jako miejsce spotkań rebeliantów w roku 1916 w czasie tzw. Powstania wielkanocnego.
W Glencullen znajduje się biblioteka ufundowana przez Andrew Carnegie w 1907 roku.

## Edukacja
We wsi znajduje się szkoła podstawowa: St. Patrick’s National School.

## Transport
Transport publiczny: autobus linii 44b, kursujący między Ranelagh, Sandyford i Glencullen.